# Jaromír Konečný
Jaromír Konečný (* 1956, Praha) je německy píšící český spisovatel a vědec.
Od r. 1982 žije v Německu. V češtině vyšly jeho knihy Moravská rapsodie, Hiphop a smuteční marš a Tuhej tulipán.

## Dílo
- Zurück nach Europa. Ariel, Essen 1996, ISBN 3-930148-10-2.
- Mährische Rhapsodie. Ariel, Riedstadt 1998, ISBN 3-930148-12-9.
  - Moravská rapsodie, z německého originálu za účasti autora přeložila Jana Vymazalová, Labyrint, Praha 2008, ISBN 978-80-85935-68-4.
- Das Geschlechtsleben der Emigranten. Ariel, Riedstadt 1998, ISBN 3-930148-17-X.
- Slam Stories. Subvers, München 1998, ISBN 3-9806459-0-8.
- Endlich daheim. Audio-CD. Ariel, Riedstadt 2001, ISBN 3-930148-22-6.
- Das traurige Ende des Märchenkönigs und andere Sexgeschichten. Ventil, Mainz 2002, ISBN 3-930559-96-X.
- In Karin. Ariel, Riedstadt 2004, ISBN 3-930148-29-3.
- Hip und Hop und Trauermarsch. cbt/cbj, München 2006, ISBN 3-570-30298-9.
- Hip und Hop und Trauermarsch. Audio-CD. Sprechstation, Konstanz 2007, ISBN 978-3-939055-04-4.
  - Hiphop a smuteční marš (s CD). Z německého originálu přeložila Lenka Housková, Albatros, Praha 2008, ISBN 978-80-00-01728-0.
- Jäger des verlorenen Glücks. cbt/cbj, München 2007, ISBN 978-3-570-30364-1.
- Doktorspiele. cbt/cbj, München 2009, ISBN 978-3-570-16022-0.
- Fifi poppt den Elch. Ariel, Riedstadt 2010, ISBN 978-3-930148-46-2.
- Tatar mit Veilchen Voland & Quist, Dresden / Leipzig 2011, ISBN 978-3-86391-001-3.
- Krumme Gurken, cbt, München 2012, ISBN 978-3-570-30844-8
- Dönerröschen. cbt, München 2013, ISBN 978-3-570-16134-0.
- Tote Tulpen. dtv, München 2014, ISBN 978-3-423-74004-3.
  - Tuhej tulipán. Z německého originálu za účasti autora přeložila Michaela Škultéty, Portál, Praha 2017, ISBN 978-80-262-1206-5.
- Falsche Veilchen, Roman, dtv, München 2015, ISBN 978-3-423-71632-1.